# Claque (théâtre)

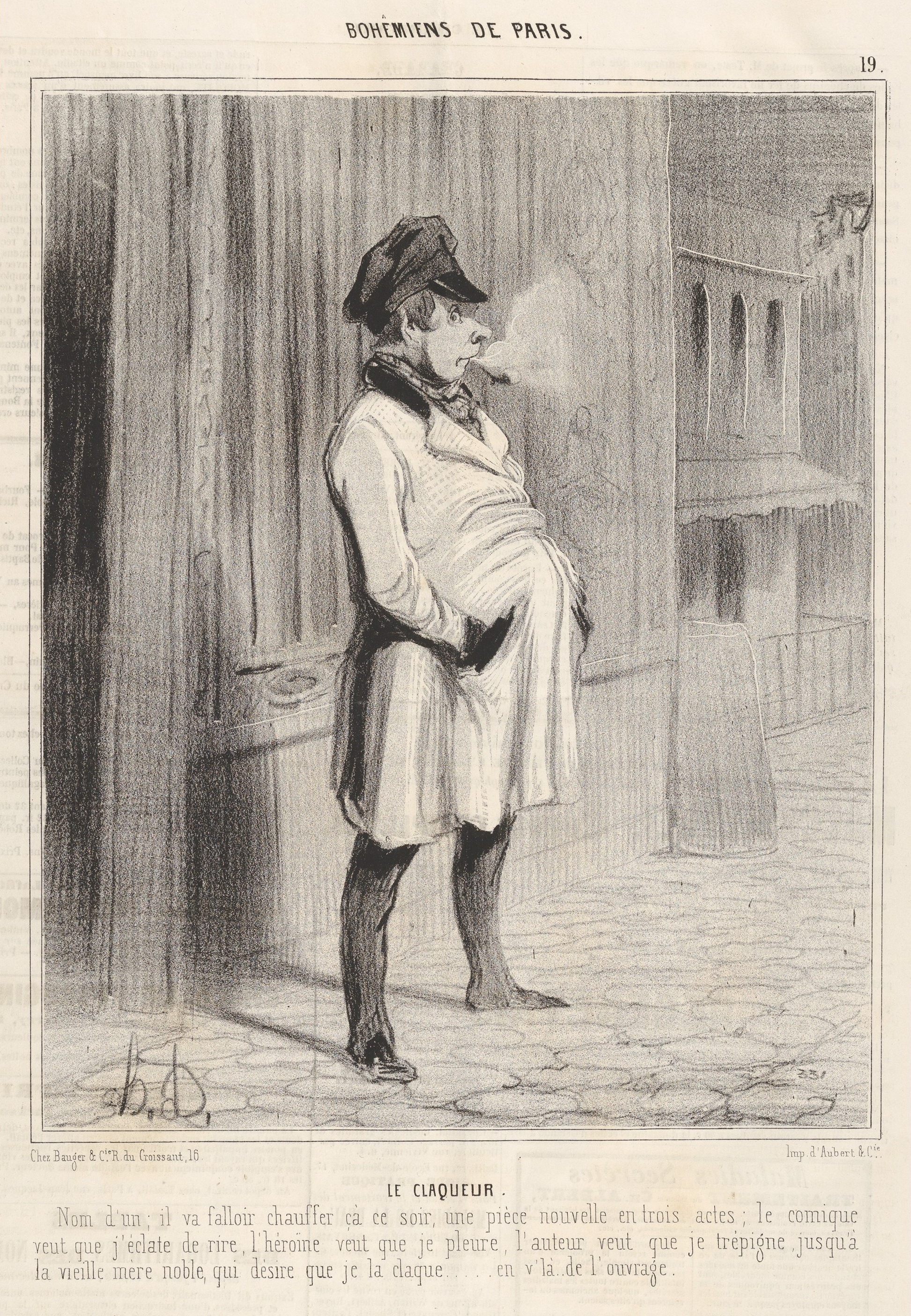
Le Claqueur par Honoré Daumier.

La claque est, au théâtre ou à l'opéra, est l'action d'un ensemble de personnes (les « claqueurs ») engagé pour soutenir ou faire choir une pièce par des manifestations bruyantes (applaudissements, rires, sifflets, huées, etc.). La claque concerne également des personnes (militants, partisans, fans…) recrutées pour réaliser ce type d'action lors d'un événement particulier.

## Histoire
La pratique de la claque trouve son origine dès l’Antiquité. Ainsi, lorsque Néron jouait, cinq mille de ses soldats saluaient sa performance par un éloge chanté. Développée au XVIe siècle par le poète Jean Dorat qui achetait un certain nombre de billets pour la représentation de ses pièces qu’il donnait ensuite en échange d’une promesse d’applaudissements, la claque moderne se continua au XVIIe siècle dans les cabales contre les auteurs ou la concurrence féroce à laquelle se livraient les actrices.
La claque apparaît à l'opéra avec le système des abonnements au début du XVIIIe siècle. En 1820, elle se systématisa avec l’ouverture à Paris d’une agence destinée à fournir et à gérer des claqueurs. Les directeurs de théâtre ou d’opéra pouvaient commander une troupe de claqueurs installée au parterre ou répartie dans la salle à la faveur d’un billet gratuit, remis en même temps que la liste des passages où ils devaient applaudir. Généralement dirigée par un « chef de claque », qui déterminait où les efforts des « claqueurs » étaient nécessaires et déclenchaient la manifestation d’approbation qui pouvait prendre plusieurs formes. La troupe de claqueurs comprenait des commissaires, qui apprenaient la pièce par cœur et attiraient l’attention de leurs voisins sur ses bons points entre les actes. Les « rieurs » riaient bruyamment aux plaisanteries tandis que les « pleureurs », généralement des femmes, feignaient les larmes, le mouchoir aux yeux. Les « chatouilleurs » entretenaient la bonne humeur du public, tandis que les « bisseurs » applaudissaient en criant « Bis ! Bis ! » pour demander les rappels.
La claque, qui fut également utilisée comme forme de chantage (les chanteurs étant généralement contactés par le chef de claque avant leurs débuts et obligés de payer une taxe, afin de ne pas se faire huer), se développa au XIXe siècle jusqu'à sa suppression (officielle) en 1902 à la Comédie-Française. 
La pratique s’étendit à l’Italie (notamment à la Scala de Milan, temple de l'opéra mais en même temps fief des loggionisti, où nombre d’artistes lyriques en ont fait les frais), Vienne, Londres (Covent Garden) et New York (le Metropolitan Opera). Wagner retira la partition de Tannhäuser de l’Opéra de Paris  après que la claque du Jockey Club dérision en eut interrompu les premières deux représentations. Par la suite, Toscanini et Mahler déconseillèrent l’usage de la claque, dans le cadre du développement de l'étiquette mélodramatique. La critique théâtrale ou musicale a remplacé la claque, qui oriente les choix du public. À l'opéra, ce sont les mélomanes eux-mêmes qui font ou défont une interprétation ou un interprète. Bien que la claque ait cessé d'exister en Europe et en Amérique vers le milieu du XXe siècle, elle a continué à exercer sporadiquement son activité en Russie, le plus notamment avec le ballet du Bolchoï.